# الفتح الروماني لبريطانيا
الاحتلال الروماني لبريطانيا وهي عملية احتلال الرومان لجزيرة بريطانيا وقد بدأ الاحتلال في سنة 43 بعد الميلاد وقد كانت في زمن الإمبراطور كلوديوس وقادها أولوس بلاوطيوس الذي أصبح أول حاكم روماني لبريطانيا. كان الرومان قد حاولوا احتلال بريطانيا في زمن يوليوس قيصر لكنه سحب قواته من هناك لنقص الإمدادات، بعد وفاته بأكثر من 80 عام عاود الرومان احتلالهم لبريطانيا. لاقى الرومان مقاومة كبيرة من السكان المحليين الكلت، كان أشهرها مقاومة ملكتهم بوديكا. إنتهى ضم بريطانيا في سنة 84 ميلادية وذلك بعد الوصول إلى حدود كالدونيا (اسكتلندا حالياً) بعدَ معركة مونس غروبيوس وبضم كافة إنجلترا وويلز وإنتهى بإنشاء مقاطعة بريطانيا.
كان الغزو الروماني لبريطانيا عملية تدريجية، بدأت عام 43 بعد الميلاد تحت حكم الإمبراطور كلوديوس، واكتملت تقريبًا بحلول عام 87 عندما افتُتح طريق ستانغيت (الذي يعني البوابة الحجرية) ليمثل الحدود الشمالية لإنجلترا.
جُند الجيش الروماني بشكل عام من إيطاليا وهسبانيا وبلاد الغال. لعبور القناة الإنجليزية (أو قناة المانش)، استخدم الجيش البريتانيكا الكلاسيكية المُشكلة حديثًا والمزودة بسفن القادس المجهزة للحرب البحرية في البحر الأبيض المتوسط، والتي كانت تملك خشبًا أكثر سماكة وتبحر بثبات في المياه الهائجة.
بدايةً، شق الرومان طريقهم بصعوبة تحت قيادة الجنرال أولوس بلاتيوس خائضين عدة معارك ضد القبائل البريطانية، بما فيها معركة ميدواي، ومعركة التمز، وفي سنوات لاحقة معركة كار كاردوك ضد الزعيم كاراتاكوس، ومعركة مونا في جزيرة أنغلزي.
بعد الثورة العامة التي قامت في عام 60 للميلاد، والتي سلب فيها البريطونيون مدينة كامولدوم (كولشيستر حاليًا) و مدينة فيرولاميوم ولوندينيوم، أوقف الرومان التمرد في معركة واتلينغ ستريت. اتجه الرومان بعدها إلى الشمال حيث شكل مركز مدينة كالدونيا أقصى نقطة وصلوا إليها بعد معركة مونس غروبيوس. استمرت القبائل في اسكتلندا وإنجلترا الشمالية بالتمرد ضد الحكم الروماني حتى بعد بناء سور هادريان الذي شكل حدودًا فاصلة، واستمرت صيانة الحصون عبر بريطانيا الشمالية للتصدي للهجمات.

## خلفية
مثل باقي المناطق الموجودة على حدود الإمبراطورية، تمتعت بريطانيا بروابط دبلوماسية وتجارية مع الرومان في المئة سنة التي تلت عامي 54-55 قبل الميلاد الذين شهدا حملات يوليوس قيصر، وكان الأثر الاقتصادي والثقافي الروماني جزءًا هامًا من أواخر العصر الحديدي البريطاني قبل الروماني، خاصةً في المناطق الجنوبية.
بين عام 55 قبل الميلاد وأربعينيات القرن الأول بعد الميلاد، استمر استقرار الوضع الراهن للجزية والرهائن والدول التابعة للإمبراطورية الرومانية دون عمل عسكري مباشر، الوضع الذي بدأ بغزوات القيصر لبريطانيا. حضّر الإمبراطور أغسطس لغزوات في أعوام 34 و27 و25 قبل الميلاد. ألغيت الغزوتان الأولى والثالثة بسبب قيام ثورات في أماكن أخرى من الإمبراطورية، والثانية لأن البريطونيين بدوا جاهزين لمواجهة الغزو.
وفقًا للرقيم الذي كتبه الإمبراطور أغسطس «ريس جيستاي» (الذي يعني الأشياء المُنجزة) (رابط خارجي لنص الرقيم)، فر ملكان بريطانيان إلى روما يتضرعان إليها أثناء فترة حكمه، وتقول موسوعة الجغرافيا التي كتبها سترابو في تلك الحقبة أن البريطانيين دفعوا على الرسوم والأجور أكثر مما قد تعود به الضرائب إذا احتُلت الجزيرة.
بحلول أربعينيات القرن الأول للميلاد، كانت بريطانيا في حالة تخبط سياسي. هجّرت قبيلة كاتوفيلليني قبيلة تراينوفا لتصبح المملكة الأقوى في جنوب شرق بريطانيا، مسيطرةً على مدينة كامولدوم (كولشيستر حاليًا) العاصمة الرسمية لتراينوفا.
حظيت قبيلة الأتريباتس -التي اتخذت سايفا أتريباتم (سيلتشيستير حاليًا) عاصمةً لها- بعلاقات تجارية ودبلوماسية ودية مع الرومان، واعترف الروم بفيريسا ملكًا على الأتريباتس، لكن قبيلة كاتوفيلليني بقيادة كاتاكاروس غزت كامل المملكة في وقت ما بعد عام 40 للميلاد، ونفت فيريسا من بريطانيا.
خطط الإمبراطور كاليغولا للانطلاق في حملة ضد البريطونيين عام 40 للميلاد، لكن تفاصيل تنفيذ الحملة غير واضحة. وفقًا لمجموعة السير الحياتية التي كتبها المؤرخ سويتونيوس باسم القياصرة الإثني عشرة، أو حياة القياصرة، رتب كاليغولا قواته في تشكيل المعركة مقابل القناة الإنجليزية، وعندما أصيبت قواته بارتباك شديد، أمرهم بجمع المحار، مشيرًا إلى أنه «غنيمة من المحيط بفضل بركة هضبتي كابيتولين وبالاتين». قد يكون المقصود من أوامره أن ينشئوا «أكواخًا صغيرة»، إذ إن كلمة musculi كانت تشير في اللغة الدارجة بين الجنود إلى أكواخ المهندسين، وكان كاليغولا نفسه يألف حياة الجنود الرومان بشكل كبير.
على أي حال، ساعد هذا على تهيئة الجنود والتجهيزات التي ستجعل غزو كلوديوس ممكنًا بعد ثلاث سنوات. مثال ذلك، بنى كاليغولا منارةً في مدينة بونونيا (بولوني سور مير حاليًا)، دعاها برج الأوامر Tour D'Ordre، قدم هذا البرج نموذجًا لبرج آخر بني لاحقًا في ميناء دوبري (دوفر حاليًا).

## تجهيزات كلوديان
يحتمل أن كاليغولا جمع قواته بدءًا من عام 40، وفي عام 43 بعد الميلاد، سيّر كلوديوس قوةً غازيةً تحت قيادة السيناتور البارز أولوس بلوتيوس بشكل كامل. كانت ذريعة الغزو إعادة الحكم إلى فيريسا، ملك الأتريباس المنفي.
من غير المعروف عدد الفيالق الرومانية التي أُرسلت، إذ إن فيلق أغسطس الثاني تحت قيادة الأمبراطور المستقبلي فسبازيان كان الوحيد الذي وُثقت مشاركته في الغزو.
عُرفت مشاركة فيلق هسبانيا التاسع IX Hispana (الفيلق الإسباني التاسع) والفيلق المزدوج الرابع عشر XIV Gemina (الملقب لاحقًا بفيلق الشجاعة والانتصار) والفيلق العشرين (الملقب بفيلق فاليريا المنتصر) في أثناء ثورة الملكة بوديكا في عامي 60\61 للميلاد، ومن المحتمل أنهم كانوا هناك منذ بداية الغزو، لكن الجيش الروماني اتصف بالمرونة، إذ تحركت وحدات من الكتائب والإمدادات وفق الضرورة.
تذكر المصادر أن ثلاثة رجال آخرين يتمتعون برتبة مناسبة لقيادة الفيالق اشتركوا في الغزو، يذكر كاسيوس ديو السيناتور غايوس هوسيديوس غيتا الذي يُحتمل أنه قاد فيلق هسبانيا التاسع، وأخو الإمبراطور فسبازيان المدعو تيتوس فلافيوس سابينوس الأصغر. كتب كاسيوس أن سابينوس كان ملازمًا في جيش فسبازيان، لكن بما أن سابيوس كان الأخ الأكبر وسبق فسبازيان إلى الحياة العامة، استطاع بصعوبة أن يصل لرتبة تربيون عسكري. يذكر المؤرخ أوتروبيوس أن غايوس سينتيوس ساتورنينوس قد يصبح سنيورًا أيضًا رغم كونه قنصلًا سابقًا، وقد يلازم كلوديوس فيما بعد.

## عبور قناة الإنجليز والرسو على الشاطئ
عبرت قوات الغزو الرئيسة تحت قيادة أولوس بلوتيوس على ثلاثة أقسام. يُقال إن ميناء الإبحار كان بولوني سور مير (بونونيا باللاتينية)، ومكان الرسو الرئيس على شواطئ مستوطنة روتوبيا (ريتشبورو حاليًا، تقع على الساحل الشرقي لمقاطعة كنت)، لكن هذه المواقع غير مؤكدة.
لم يذكر ديو ميناء الانطلاق، ورغم أن سوتونيوس يقول إن القوة الثانية تحت قيادة كلوديوس أبحرت من بولوني، ليس ضروريًا أن يكون هذا طريقًا تتبعه جميع القوات. تملك ريتشبورو مرفأً طبيعيًا ملائمًا، وآثارًا تظهر الاحتلال العسكري الروماني في وقت موافق.
على أي حال، يقول ديو إن الرومان أبحروا من الشرق إلى الغرب، بينما يتبع مسار الرحلة من بولوني إلى ريتشبورو اتجاهًا من الجنوب إلى الشمال. يقترح بعض المؤرخين أن الإبحار حدث من بولوني إلى مضيق السولنت، ورست السفن قرب نوفيوميجاس (تشيتستر حاليًا) أو سوثهامبتون في إقليم حكمه فيريسا سابقًا. 